# Djimy Alexis
Djimy Alexis (Trou-du-Nord, Haití, 8 de octubre de 1997) es un futbolista haitíano que juega en la posición de defensa con el Hapoel Petah Tikva de la Liga Leumit.

## Carrera

### Club
| Periodo   | Club               |
| --------- | ------------------ |
| 2017-2019 | AS Capoise         |
| 2019–2021 | Lori FC            |
| 2021–2022 | Sektzia Nes Ziona  |
| 2022–     | Hapoel Petah Tikva |

### Selección nacional
Alexis debutó con Haití en octubre de 2018 ante Santa Lucía por la clasificación para la Liga de Naciones de la Concacaf. El 24 de junio de 2019 Alexis anotó su primer gol internacional ante Costa Rica en la Copa de Oro de la Concacaf 2019 en el partido que perdieron 1-2.